# Erebia pandrosus
Erebia pandrosus är en fjärilsart som beskrevs av Moritz Balthasar Borkhausen 1788. Erebia pandrosus ingår i släktet Erebia och familjen praktfjärilar. Inga underarter finns listade i Catalogue of Life.